# Associazione Sportiva Martina Franca 1947 2012-2013
Questa pagina raccoglie le informazioni riguardanti l'Associazione Sportiva Martina Franca 1947 nelle competizioni ufficiali della stagione 2012-2013.

## Rosa
| N. |                   | Ruolo | Calciatore         |
| -- | ----------------- | ----- | ------------------ |
|    | Italia (bandiera) | A     | Luigi Anaclerio    |
|    | Italia (bandiera) | A     | Cristiano Ancora   |
|    | Italia (bandiera) | D     | Matteo Bagaglini   |
|    | Italia (bandiera) | D     | Simone Bruni       |
|    | Italia (bandiera) | C     | Giordano Casciani  |
|    | Italia (bandiera) | D     | Antonio Crescente  |
|    | Italia (bandiera) | A     | Valerio Moroni     |
|    | Italia (bandiera) | D     | Francesco D'Addato |
|    | Italia (bandiera) | D     | Giulio Daleno      |
|    | Italia (bandiera) | A     | Umberto Del Core   |
|    | Italia (bandiera) | C     | Umberto De Lucia   |
|    | Italia (bandiera) | D     | Stefano De Vita    |
|    | Italia (bandiera) | D     | Simone Di Dio      |
|    | Italia (bandiera) | D     | Ernesto Dispoto    |
|    | Italia (bandiera) | C     | Roberto Falagario  |
|    | Italia (bandiera) | D     | Liberato Filosa    |

| N. |                    | Ruolo | Calciatore            |
| -- | ------------------ | ----- | --------------------- |
|    | Italia (bandiera)  | C     | Daniele Fiorentino    |
|    | Italia (bandiera)  | A     | Giuseppe Gambino      |
|    | Italia (bandiera)  | D     | Raffaele Gambuzza     |
|    | Italia (bandiera)  | A     | Riccardo Lattanzio    |
|    | Italia (bandiera)  | P     | Francesco Leuci       |
|    | Italia (bandiera)  | C     | Fabio Mangicasale     |
|    | Italia (bandiera)  | C     | Massimiliano Marsili  |
|    | Albania (bandiera) | D     | Hysen Memolla         |
|    | Italia (bandiera)  | P     | Nicola Modesti        |
|    | Italia (bandiera)  | P     | Pietro Perina         |
|    | Italia (bandiera)  | A     | Nicola Petrilli       |
|    | Italia (bandiera)  | C     | Alessandro Provenzano |
|    | Italia (bandiera)  | A     | Luigi Rana            |
|    | Italia (bandiera)  | C     | Fabio Scarsella       |
|    | Italia (bandiera)  | C     | Alberto Tundo         |